# Else Marie Friis
Else Marie Friis (* 18. Juni 1947 in Holstebro) ist eine dänische Botanikerin und Paläontologin. Ihr offizielles botanisches Autorenkürzel lautet „E.M.Friis“.

## Leben und Wirken
Friis, deren Vater in Skive eine Buchhandlung hatte, studierte Geologie und Botanik an der Universität Aarhus mit dem Magister-Examen 1975 und wurde 1980 promoviert (Microcarpological studies of Middle Miocene floras of Western Denmark). Als Post-Doktorandin war sie am Bedford College der Universität London (bei William Gilbert Chaloner) und bei David Dilcher in Bloomington (Indiana). Anfang der 1980er Jahre entdeckte sie einige gut erhaltene fossile Blüten aus der Oberen Kreide in Åsen in Schonen mit der Pollenspezialistin Annie Skårby, worüber sie 1981 in Nature publizierten. 1987 wurde sie Professorin für Paläobotanik am Naturhistorischen Reichsmuseum in Stockholm. 1995 war sie Gastprofessorin an der Universität Zürich.
Sie befasst sich insbesondere mit Paläobotanik von Blütenpflanzen, worüber sie auch ein Buch mit William Gilbert Chaloner und Peter Crane herausgab (The origin of angiosperms and their biological consequences, Cambridge University Press 1987). Sie befasst sich insbesondere mit deren Fortpflanzungsbiologie und Paläoökologie in der Kreidezeit. Neben Crane arbeitet sie auch viel mit Kaj Raunsgaard Pedersen.
Sie ist Mitglied der Dänischen, Schwedischen, Norwegischen und Chinesischen Akademie der Wissenschaften, seit 2017 auch der American Academy of Arts and Sciences, seit 2020 auswärtiges Mitglied der Royal Society. 1999 wurde sie Ehrendoktor in Uppsala. 1992 erhielt sie den Niels-Roséns-Linné-Preis in Botanik. 2009 wurde sie korrespondierendes Mitglied der Paläontologischen Gesellschaft. 2023 erhielt Friis die Lapworth Medal.
Sie ist Herausgeberin der Zeitschrift Grana. Ein japanischer Kollege nannte eine fossile Pflanzengattung nach ihr (Elsemaria).

## Schriften
- mit Peter Crane, Kay Raunsgaard Pedersen: Early flowers and angiosperm evolution, Cambridge University Press 2011
- Herausgeberin mit Peter Crane, William G. Chaloner: The Origins of angiosperms and their biological consequences, Cambridge University Press 1987 (darin von Friis mit W. Crepet Time of appearance of floral features)
- mit P. K. Endress: Origin and evolution of angiosperm flowers, Advances in Botanical Research, Band 17, 1990, S. 99–162